# Genowefa Ferenc
Genowefa Maria Ferenc z domu Grzegorska (ur. 18 października 1949 w Wałkowie) – polska polityk, senator IV i V kadencji.

## Życiorys
Ukończyła studia w dziedzinie organizacji i zarządzania w Wyższej Szkole Ekonomicznej w Poznaniu (1971), a także studia podyplomowe z polityki społecznej (1976) i prawa pracy (1985) w Szkole Głównej Planowania i Statystyki w Warszawie. Pracowała m.in. jako inspektor w Państwowej Inspekcji Pracy.
Działaczka Sojuszu Lewicy Demokratycznej, wchodziła w skład władz lokalnych i krajowych partii, m.in. przewodniczyła radzie miejskiej SLD w Kaliszu. W 1997 z ramienia tej partii została senatorem IV kadencji z województwa kaliskiego. W 2001 po raz drugi uzyskała mandat senatorski z okręgu kaliskiego. W V kadencji była zastępczynią przewodniczącego Komisji Gospodarki i Finansów Publicznych. W 2005 i 2007 bez powodzenia kandydowała w wyborach parlamentarnych.
Zamężna, ma syna.